# 嫌われ松子の一生 (映画)
『嫌われ松子の一生』（きらわれまつこのいっしょう、英: Memories of Matsuko ）は、山田宗樹の小説『嫌われ松子の一生』を原作とした映画。2006年5月27日公開。主演は中谷美紀。監督・脚本を中島哲也が務めた。台湾および香港でも公開されていた。

## 概要
修学旅行中に教え子が起こした現金盗難事件を収めるためにその場しのぎの対応をとったため教師の職をクビになり、家族とのいざこざから家を飛び出したことから転落して行く、川尻松子の悲劇の人生を描いた物語。キャッチコピーは「松子。人生を100％生きた女。」。
映画は悲劇的な物語を、CG合成による星・花・小鳥が舞い踊るファンタスティックなミュージカルシーンやコミカルなタッチで綴り、絢爛たる演出で描いている。なお、映画倫理委員会の審査では、PG-12に指定されている。

## ストーリー
恋人に振られた川尻笙は、会ったこともない伯母の松子が殺されたことを父紀夫から知らされる。伯母の周辺にいた奇妙な人々と出会い、松子の一生を振り返る。
福岡県の川尻家の長女として生まれた松子は、病弱の妹ばかり心配する父に振り向いてもらいたいと教師となるが、教え子の龍の窃盗の罪を被ったために辞職する。また、妹に対する不満を爆発させ実家との縁を切る。
家を出た松子は、作家志望で自身を太宰治の生まれ変わりだと話す八女川と同棲するが、金をせびられて暴力を振われる毎日を過ごす。その上八女川は自殺してしまう。その後、八女川の友人で作家志望の岡野の愛人となるが松子が岡野の家に訪れたことで妻にばれてしまい、捨てられる。
岡野にお前の身体は良かったと言われたことからソープ嬢となり、店の売り上げトップを取るが時代の変化と共に人気が衰退、最終的には店をクビになる。その後、中洲で声をかけられた小野寺とコンビを組むがその売上げを別の女に貢いだことを知り、殺してしまう。松子は東京へ向かい自殺しようとしたところで理容師の島津に声をかけられ一緒に暮らすようになる。しかし、1ヶ月後殺人罪で逮捕される。8年間の収監中に美容師の資格を取り、出所後島津の元に戻ろうとするが、彼に妻子がいることを知りその場を去る。
松子は銀座の美容室に勤め、同じ時期に刑務所にいた沢村と再会し親友となる。しかし、突然沢村と距離を置くようになる。そんな中ヤクザとなっていた龍と再会し、本当はずっと好きだったと告白され交際を始める。当初は、足を洗いカタギに戻るよう彼を説得するものの最終的には極道の女として生きていくと覚悟を決める。しかし、組の金を使い込んでいた龍と共に追い詰められ自殺を試みるも失敗、龍は殺人を犯したと警察に通報し収監される。松子は龍が出所した後の幸せな暮らしを想像し、それを頼りに生きるが龍は迎えに来た松子を自分から遠ざける為、殴りつけ逃げ出してしまう。
半ば世捨て人となった松子は一人で生きることに決め、故郷の筑後川と似た風景の荒川のそばのアパートに住み、ゴミにあふれた部屋で酒食にふけって肥満し、光GENJIの熱狂的なファンとなる。ファンレターの返事が返ってこないことに発狂し、次第に幻覚を見るなどの症状が出る。通っている精神科病院で会社経営者となっていた沢村と再会し、その場から逃げ出そうとするも沢村に「会社専属の美容師を探している。その気になったら連絡してほしい。」と名刺を渡される。彼女はそれを河原に捨ててしまうが、その夜美容師をしていた頃の感覚を次第に思い出し、もう1度やってみようと決める。捨ててしまった名刺を探しに河原へ向かい無事見つける。その時お酒を飲みながら遊んでいた中学生たちを注意するが、バットで殴られて死んでしまう。
死んだ松子は、明るく歌いながら天国への階段を昇る。それは、妹の久美が待つ実家の二階への階段でもあった。

## キャスト
- 川尻松子 - 中谷美紀（幼少時代：奥ノ矢佳奈）
- 川尻笙 - 瑛太

松子の甥（紀夫・悦子夫婦の息子）。ミュージシャンになるために18歳で上京したが、挫折し、汚部屋で生活しつつ、バンドを辞め、恋人にも「一緒にいると死にたくなる」と言われ振られてしまう。そのことで荒んだ人生を歩んでいたが、急に上京してきた父に、実は叔母がいる事を明かされ、今日中に帰らなくてはいけない父の代わりに松子の住んでいたアパートの片付けを頼まれ松子の人生に触れることに。そして彼女の人間性を知っていく。松子の隣人で松子を知る大倉となんとなくで仲良くなる。よく「火サス」を観ている。アダルトビデオ好きで水沢葵(沢村めぐみ)の「未亡人は超淫乱」というデビュー作を持っている。沢村めぐみから「松子に似ている」と言われるが内心「似てねぇよ」と思っている。松子の人生に触れるうちに「松子叔母さんに会いたかった」と思い、電話してきた父に伝えると実は子供の頃に一度会った事があると明かされる。松子が人を殺した事があると父から聞き、笑顔で「すげぇ…」と言う少し変わった考えの持ち主。
- 川尻恒造 - 柄本明

松子の父。病気の久美を心配する反面、松子には厳しく接する。久美の病気が重いため、いつも暗い顔をしていたが、久美の見舞い帰りに寄ったデパートの屋上で見た「ドタバタコント」での、ボケが頭を叩かれた時に決める変顔を松子が真似したところ、笑顔になる。それ以来、松子の真似する変顔には必ず笑顔を見せていたが、松子が大人になった頃になると笑わなくなった。松子が失踪した3ヶ月後に脳卒中でトイレで亡くなる。いつの日記にも最後に必ず「松子からの連絡なし」と書き記し、最後まで松子を気にかけていた。
- 川尻久美 - 市川実日子

松子の妹。病弱で、2階の自室でほぼ寝たきりの状態。松子の事を「お姉ちゃん」「松子姉ちゃん」と呼んでいる。松子の心とは裏腹に、松子の事が大好きで松子が失踪する際「行っちゃダメ」と縋りつき、押し倒されて「あんたなんか！」と首を絞められる。たまたま母の多恵に見つかり、死なずに済む。松子が隠れて実家に帰宅した時には階段を駆け下りて松子に抱きつき「松子姉ちゃんが帰ってきた」と泣きながら喜ぶも、松子に振り払われ、倒れても松子にしがみついた。松子が再び家を出ると「お姉ちゃん！行っちゃダメー！」と泣きながら絶叫した。数年後、肺炎をこじらせてこの世を去る。
- 川尻紀夫 - 香川照之

松子の弟。笙の父親。川尻家を崩壊させた松子を恨んでいる。松子に金をせびられて「女なんだからいくらでも働けるだろ」と遠回しに水商売で働く事を勧め、手切金を渡して去る。松子の人生を「どうしようもなか姉」「つまらん人生たい」と言う。結婚後も長男として実家に残り、久美の面倒を見ていた。
- 川尻悦子 - 濱田マリ

紀夫の妻。松子の事は知っているのか、「誰！？」とビックリしたものの「松子…さん？」と聞く。
- 川尻多恵 - キムラ緑子

松子の母。
- 龍洋一 - 伊勢谷友介

松子の転落人生のきっかけを作った元教え子。修学旅行で売店の手提げ金庫から1万2000円を盗むが、松子のせいにした。その後ヤクザとなる。松子が働いている美容院で再会し、交際する。組の人間から逃れるために刑務所に入り、二度と松子に会わないと決めていたところ、出所後迎えに来た松子の愛に恐怖を感じて逃げ出してしまう。再び殺人を犯し、2度目の服役中に信仰に目覚める。その中で松子を自分にとっての「神」だと考えるようになり、出所後彼女を探し回る。しかし松子の死を知ると、再び刑務所に入りたがり「松子を殺したのは俺だ！」と警察に言い、暴れ回る。
- 沢村めぐみ - 黒沢あすか

松子の親友。会社社長。AV女優「水沢葵」。元ストリッパー。両性愛者で松子の前での一人称は「俺」。松子との出会いは刑務所。刑務所では「金のため」に生きていた。松子より後に出所し、刑務所にあった美容院「アカネ」と同じ名前の美容院に行き、松子と再会。結婚し、「東(あずま)」から「沢村」になっていた。ストリッパーからAV女優に転身。デビュー作「未亡人は超淫乱」の髪は松子にメイクしてもらった。その後、松子とケーキバイキングに行き、松子から「(撮影中)泣かなかった？」と聞かれ「泣くわけねぇだろ！マネージャーの旦那が横で見てるんだぜ？」と言うも、松子に手を握られ、号泣。本当はAVに出たくなかったと思われる。「旦那とこの世界で天下を取ってやる」と宣言した通り、アダルトビデオメーカー「サワムラ企画」の女社長になり、高級車に乗り、付き人が3人いる成功者となる。松子の死の前日に見舞いに行った病院で松子に再会し、会社専属のヘアメイクアーティストになるよう頼むが断られ、「気が向いたら連絡しろ」と名刺を渡す。松子が遺体となって発見された時に右手に自分の名刺を握りしめていたことから、独自に犯人を探し出そうとしている。黒と白に西陣織が入った和服を着ており、サングラスをかけている。松子の事を「あたしなんかよりもずっと良い女だった」と振り返る。
- 綾乃（斉藤スミ子） - BONNIE PINK

「白夜」のソープ嬢。松子（源氏名 - 雪乃）とコンビを組み一時代を築く。しかし、時代の流れで熟女の需要はなくなり、「仙台に帰って小料理屋でもやる」と言い残して去る。
- 大倉修二 - ゴリ（ガレッジセール）

見掛け倒しのモヒカンヘビーロッカー。松子が最期に住んでいたアパートの隣人。図々しく、なれなれしい。体には自分の名前・性格・血液型・「木曜日はカレーの日」などのタトゥーを入れている。笙に松子について色々と教える。松子の生き方を「ファッキン・クレイジー」と思っている。住人から「嫌われ松子」と呼ばれていた松子だが、壁に「生れて(うまれて)すみません」と書き殴っている松子を「ヘイ！ユー！」とたしなめるなど隣人として良い関係を築こうとしていた事から、松子の事を嫌ってはいなかった様子。松子が土手でよく泣いていたのを何度も目撃している。ただ、松子が風呂に入らなかったため臭いがキツかった事だけは気に入っていない様子。
- 渡辺明日香 - 柴咲コウ

笙と別れ、自分の人生を見つめ直す。そして、今まで自分が笙に色々求めすぎていた事を反省し「人生は人に何かしてあげること」と気付き、青年海外協力隊に参加し、ウズベキスタンに行くことを決意する。
- 八女川徹也 - 宮藤官九郎

太宰治の生まれ変わりと信じる作家志望の青年。松子と同棲するが、のちに「生れて(うまれて)すみません」と書き残し、列車に轢かれて自殺。靴下の左足の親指に穴が開いてる。岡野からは「天才」と称されている。部屋は本だらけで、太宰治の写真が貼ってある。
- 岡野健夫 - 劇団ひとり

八女川の友人で作家志望のサラリーマン。のちに松子の愛人となる。花が好きなのか常に周囲に花がある。八女川の才能に嫉妬し、死後もその呪縛が解けずに、松子が「八女川の女」という理由だけで愛人にした。松子とは結婚を考えたこともなければ、料理の味付けまでも嫌いだったが、松子の「体」は好きだった。
- 岡野芳江 - 大久保佳代子（オアシズ）

健夫の妻。
- 島津賢治 - 荒川良々

玉川上水で松子の入水自殺を防いださえない理容師。1ヶ月間松子と同棲。松子が刑務所にいる間の心の支えだったが、一度も面会に来た事はない。出所後、松子が出向いた理容室には妻と子供がいた。
- 佐伯俊二 - 谷原章介

松子が想いを寄せる同僚教師。
- 小野寺保 - 武田真治

雄琴で松子と同棲したヒモ男。愛人に500万円貢いだ挙句に松子の首を絞めた。松子により殺害される。
- 後藤 - マギー

松子殺害事件の担当刑事。
- 汐見 - 渡辺哲

小野寺殺害事件の担当刑事。
- 杉下教頭 - 竹山隆範（カンニング）

松子が修学旅行先で起きた現金盗難事件の罪をかぶっているところを目撃し、誰にも言わない代わりに胸を見せることを強要する。変な髪型をしている。
- 田所文夫 - 角野卓造

松子が勤務する中学校の校長。
- マネージャー・赤木 - 谷中敦（東京スカパラダイスオーケストラ）

トルコ「白夜」のマネージャー。
- 宿屋売店の男 - 甲本雅裕

修学旅行の宿泊先の従業員。額に大きなほくろ毛がある。
- 片平なぎさ （本人役）

挿入されるサスペンスドラマのヒロイン。
- 本田博太郎（本人役）

挿入されるサスペンスドラマの犯人。
- 田中要次（本人役）

挿入されるサスペンスドラマの刑事。
- 女囚A:唄 - AI
- 女囚B:家族 - 山下容莉枝
- 女囚C:プライド - 土屋アンナ
- 女囚D:思い出 - 山田花子
- 婦警 - 木野花

逮捕後の松子の取調べを担当する。
- 係官 - あき竹城

出所後の松子の希望を尋問する。
- 牧師 - 嶋田久作

刑務所内で教誨の授業を行う。「神は愛である」の意味を龍に教える。
- 超人気シンガー - 木村カエラ
- アイドル歌手 - 阿井莉沙
- その他の出演者：江本純子、浅野麻衣子、星ようこ、蒼井そら、江口のりこ、松下萌子、榊英雄、鳴海剛、田村泰二郎、山本浩司、木下ほうか、片岡涼乃

## スタッフ
- 製作統括：宮下昌幸、近藤邦勝、細野義朗、島谷能成、見城徹
- エグゼクティブプロデューサー：間瀬泰宏、小玉圭太
- プロデューサー：石田雄治、佐谷秀美
- 原作：山田宗樹（幻冬舎文庫）
- 撮影：阿藤正一
- 録音：志満順一
- 美術：桑島十和子
- 照明：木村太朗
- 振付：香瑠鼓
- ビジュアルエフェクト：柳川瀬雅英
- CGディレクター/CGプロデューサー：増尾隆幸
- 編集：小池義幸
- 音楽プロデューサー：金橋豊彦
- 音楽：ガブリエル・ロベルト、渋谷毅
- 整音：太斉唯夫
- 助監督：吉見拓真、武正晴
- ラインプロデューサー：大里俊博、松田康史
- アソシエイトプロデューサー：鈴木ゆたか
- アシスタントプロデューサー：盛夏子、岡田有正
- 配給：東宝
- 制作：スープレックス
- 制作協力：リクリ
- 製作：「嫌われ松子の一生」製作委員会（アミューズソフトエンタテインメント、TBSテレビ、スターダストピクチャーズ、幻冬舎、東宝、博報堂DYメディアパートナーズ、エフエム東京、パルコ、ホリプロ、ワーナーミュージック・ジャパン、スープレックス）
- 監督・脚本：中島哲也

## 作品解説
中島監督は「撮影1日目にして、この映画はお蔵入りになるかもしれないと思った」「主演の中谷美紀が逃走した場合、どのようにすれば映画製作を完結できるか本気でスタッフとも話し合った」と語っている。実際、中谷は撮影をすっぽかし逃走した日もあったという。
中島監督は「よく『俳優に冷たい』と言われるが、ものすごく俳優に期待もしている」という。中谷をはじめ出演者たちを本当に素晴らしいと思うと賛美してもいる。撮影では、よいシーンは俳優が出してきたものが多くそれが見えれば、プランを捨てて撮影をするため、「こんなに打ち合わせしたのに、カット割り変えるのか」とスタッフの反感を買うこともしばしばであったと話す。そのため撮影現場では「俳優からも嫌われ、スタッフからも嫌われ、孤独な撮影現場であった」と語っている。

### 配役
主演の中谷美紀は「この役を演じるために女優を続けてきたかもしれない」と言っているほど本人が惚れ込んでいる役どころであり、中島監督は「松子に会いたいためにつくった」と語っている。
中谷は監督の厳しさに降板も考えたほどで、「何度やっても同じじゃないか」「あんたの感情などどうだっていい」「殺してやる」などと毎日毎日怒鳴られて、怒鳴られ慣れてきたころ、さらにキツイ一言を言われ、睡眠不足も続き肉体的にも疲弊してきた1ヶ月を過ぎた辺りから、そのひと言ひと言が胸に刺さるようになっていたと撮影日々の辛さを語っている。綾乃役のBONNIE PINKも「私だったら女優をやめている」と語っている。
中谷は「監督の顔は2度と見たくないとまで思っていた」「技術的、感情的についていけず、とても悩んだことからアイデンティティー・クライシスに陥った」と後日談として語っている。また「撮影中、監督のただのわがままで、みんなを振り回していたとも思っていたが、それはきちんと作品を届けるためという、映画作りの根底みたいなものを教わった気がする」とも語っている。

### 撮影
撮影現場では、主演の中谷美紀をはじめ俳優やスタッフが監督に怒鳴られる、罵倒される、などが日々続き、昨今の映画制作現場としては珍しいエピソード、撮影秘話として話題にもなった。中島監督はこれらの事柄について「プロの役者さんを誉めるのは逆に失礼」と語っている。

### ロケ地
ロケは栃木県内・長野県内などで行い、物語の舞台である大川市・福岡市・別府などの九州内では実施していない。

### 原作と映画版の差異
基本的には、原作の流れを踏襲しているが、かなり脚色されていて、人物設定も一部異なる。特に、田所校長や赤木、明日香の扱いが小さくなった（明日香は凝縮したとも言える）。松子の家族（恒造、久美、紀夫）との関係の描写に時間をさく一方で、ソープ嬢時代の話や、殺人を犯して刑務所に服役する場面はミュージカルシーンとして描かれ、短時間にまとめられている。また、性描写は必要最小限とし、主人公のポジティブさや、その人生の幸福な側面などを強調している。
描かれない話
- 松子が田所校長にレイプされかける事件が、修学旅行中に起きた教頭のセクハラ（胸を見せろと言われる出来事）に置き換えられ、松子はこのことを洋一に語っていない。このため映画では、洋一はまったく関係のない人物を殺害することになる。
- 綾乃の引退後は描かれない（殺されない）。原作では、綾乃が覚醒剤中毒の男に殺害されたことを知り、自分に覚醒剤を打とうとした小野寺から身を守るために包丁を持っているが、この話が描かれない。そのため、女に貢いでいた事への逆上から、犯行に及んだと受け取られる。実際、小野寺が松子を襲う様子は描かれていない。
- 映画版では、松子が死ぬところ（第5章：うたかた）で終わり、終章の法廷シーンが登場しない（テレビドラマ版も同様）。関連書籍などによると、原作者の山田宗樹は、この場面のカットに関しては気にしていない、とのこと。

設定の変更
- 松子は、荒川で一人暮らしした頃に、光GENJIの熱狂的ファンになっている。夜中に大声を出したのは、メンバーの内海光司に自分のこれまでの人生を綴った大量のファンレターを送ったにも関わらず返事が来なかったため（このシーンまでの松子のモノローグは、全てファンレターに綴った内容である）。またこの際、自室の壁に「生まれてすみません」とメッセージを刻んでいる。
- 松子は、荒川の河川敷で名刺を握ったまま死ぬ（原作とドラマでは自宅に帰り着いた後息絶える）。めぐみは、警察から松子の死を聞かされ、アパートを張り込んでいたところで笙に出会っている。原作では名刺は見つからず、また、めぐみも松子が名刺を探していた事を、この著書では知っていない。
- 松子は、精神的に追い込まれたりすると両目を寄せて口を尖らせるひょっとこのような表情になる。これは幼少の頃、少しでも父親の気を引きたいとの思いから編み出した物だった。
- 松子に暴行を加えたのがその場で喧嘩騒ぎを起こしていた不良中学生のグループで、松子が注意したところ逆ギレして暴行を加えた事になっている。原作ではたまたま近くで遊んでいた大学生のグループで、面白半分で松子を嬲り殺しにしている。またドラマでは、松子が名刺を探した後預金に行った銀行で出くわした外国人の窃盗団になっており、口封じのために松子を襲ったという設定。
- 龍洋一のその後の姿が大きく異なる。原作では出所後に更生して教会関係の仕事についており、事件の加害者について憤慨する笙を諭す分別のある大人になっているが、映画では出所後は奇怪な言動や暴力行為に走るなど、人格的に破綻した人物となっている（笙はこのことについて『伯母さんがもういないという現実に絶望して刑務所に戻りたいんだ』と語っている）。なおドラマでは上記の通り裁判のシーンはなく、事件の犯人が逮捕された後松子の遺品を受け取りに警察に行き、そこで改めて松子が自分を愛し続けて待っていてくれたことを実感して涙するという展開になっている。

細かい違い
- 松子の生誕日 - 8月2日→11月25日
- 松子の最終学歴 - 原作・国立大学を卒業して教員免許を取得とある。
- 松子の部活顧問 - 合唱で指揮を担当していることから、コーラス部、あるいは合唱部等の顧問となっている。
- 現金盗難事件で、洋一に白状させようとした場所が学校に変更された。 - 原作及びドラマでは洋一は学校を休んでいて、松子が洋一の実家まで行っている。
- 松子が校長から辞職を言い渡されたとき、佐伯俊二も同席している。
- 八女川が松子の目の前で自殺する。 - 原作及びドラマでは岡野に自殺現場まで連れて行かれて、八女川が自殺したことを知る。
- 小野寺との出会い - 店を辞めてからになっている。原作では客として松子を指名している。
- 小野寺は女を自分のアパートに連れ込んでいた。 - 原作では松子が働いている間、山科まで行き、関係を持っている。
- 島津との同棲期間 - 2ヶ月→1ヶ月
- 洋一との同棲中、松子が美容室を辞めている。 - 原作では美容室を休みがちになっているだけで、辞めてはいなかった。
- 洋一が組織に追われる原因が、組の金を使い込んでいたこと。 - 原作及びドラマでは覚醒剤密売の取引を麻薬Gメンにリークしていたことが発覚したため。
- 紀夫が大野島から松子を追い出す際に、笙もついて来ている。
- 博多を離れる前に短時間実家に立ち寄った松子が、死の直前の父の日記を読む場面。「松子からの連絡なし」と繰り返されているのは原作同様だが、自分の松子への接し方を後悔する述懐や、連日雨が続いている記述もある。DVD以外では絶対視認不可能とはいえ、小野寺に「雨は嫌い」と告げる場面がこの直後にあり（原作では順序が前になっている）、同じセリフは後年に洋一の前でも繰り返される。

## 地上波テレビでの放送
地上波テレビでは2008年9月1日にTBSが「月曜ゴールデン」枠で放送していたが、途中から「JNN緊急特番 福田首相辞意を固める」を放送したため休止となった。代替として同じく「月曜ゴールデン」枠で2008年12月22日に放送されることが発表されていたが、筑紫哲也の追悼番組のため前の週に予定されていた映画「初恋」が一週間順延され、これに押し出される形で再び放送休止となった。結局2009年3月23日に午後11時59分からの深夜枠で放送された。TBSと同時ネット局は、静岡放送、宮崎放送だった。なおBS-iでは2008年10月21日に放送されている。

## 受賞・ノミネート
| 賞                              | 部門       | 対象                        | 結果       |
| ------------------------------- | ---------- | --------------------------- | ---------- |
| 第30回日本アカデミー賞          | 主演女優賞 | 中谷美紀                    | 受賞       |
| 第30回日本アカデミー賞          | 音楽賞     | ガブリエル・ロベルト 渋谷毅 | 受賞       |
| 第30回日本アカデミー賞          | 編集賞     | 小池義幸                    | 受賞       |
| 第30回日本アカデミー賞          | 監督賞     | 中島哲也                    | ノミネート |
| 第30回日本アカデミー賞          | 脚本賞     | 中島哲也                    | ノミネート |
| 第30回日本アカデミー賞          | 撮影賞     | 阿藤正一                    | ノミネート |
| 第30回日本アカデミー賞          | 照明賞     | 木村太朗                    | ノミネート |
| 第30回日本アカデミー賞          | 美術賞     | 桑島十和子                  | ノミネート |
| 第30回日本アカデミー賞          | 録音賞     | 志満順一 太斉唯夫           | ノミネート |
| 第1回アジア・フィルム・アワード | 主演女優賞 | 中谷美紀                    | 受賞       |
| 第1回アジア・フィルム・アワード | 美術賞     | 桑島十和子                  | ノミネート |
| 第1回アジア・フィルム・アワード | 視覚効果賞 | 柳川瀬雅英                  | ノミネート |
| 第61回毎日映画コンクール        | 主演女優賞 | 中谷美紀                    | 受賞       |
| 第80回キネマ旬報ベスト・テン    | 主演女優賞 | 中谷美紀                    | 受賞       |
| 第31回報知映画賞                | 主演女優賞 | 中谷美紀                    | 受賞       |

## 映像ソフト
2006年11月17日に、DVDが発売されている。DVDには、映画を見ながら撮影秘話をスタッフとともに語る音声コメンタリートラックが収録されており、多くの撮影エピソードが語られている。発売・販売元はアミューズソフトエンタテインメント。
- 嫌われ松子の一生 通常版（DVD1枚組、2006年11月17日発売、ASBY-3597）
- 嫌われ松子の一生 愛蔵版（DVD2枚組、2006年11月17日発売、ASBY-3598）

本編DVD（通常版と同様）と特典DVDの2枚組。豪華フォトアルバムBOX仕様（初回限定特典）。
- MUSIC FROM“MEMORIES OF MATSUKO” -嫌われ松子の音楽- メイキング・オブ「嫌われ松子の一生」（DVD1枚組、2006年4月28日発売、ASBY-3371）

メイキングDVD。

### 日本以外での発売
日本以外の地域でもそれぞれの言語版メディアが発売されている。英国ではブルーレイが発売されている。
- 香港発売版 - DVD及びVCD『花樣奇緣』（英文タイトル：Memories of Matsuko ）
- 台湾発売版 - DVD『令人討厭的松子的一生』

## 音楽ソフト
サウンドトラックアルバムは、歌ものを収録した『嫌われ松子の歌たち』（ワーナーミュージック・ジャパン、WPCL-10274）と、インスト中心の『嫌われ松子の曲たち』（GRANDFUNK、RACA-25）の、2種類が販売されている。共に2006年5月24日発売。

### サウンドトラック『嫌われ松子の歌たち』
1. トゥリル トゥリル リカー （木村カエラ）
2. faker （ch feat. B-BANDJ）
3. LOVE IS BUBBLE （BONNIE PINK）
松子ソープ嬢時代に流れる。この曲にのせ、松子がNo.1のソープ嬢から人気をレイコに取られるところまでがわずか数分の間に描かれる。映画の主題歌という位置づけになっており、シングルとしても発売された。
4. Dream Train （及川リン）
5. What Is A Life （AI & 及川リン）
松子服役中に流れる。この間の原作のエピソードはまったく描かれない。
6. Endless （Joe Himeji feat. J.）
7. Candy Tree （及川リン）
8. Happy Wednesday （中谷美紀）
岡野健夫との不倫中に流れる。
9. まげてのばして （湯浅亜美）
10. 古い日記 （和田アキ子）
ドラマ版の第3章でも、パーラーのBGMとして使用されている。
11. USO （阿井莉沙）
松子が八女川との生活費を得るため、大型百貨店(磐井屋)の屋上で紀夫に会うシーンにて。そこでのライブショーという設定で流れる。
12. あなたの心に （中山千夏）
13. Feeling Good （Michael Buble）
教え子・龍洋一との再会シーンにて。
14. Walking On Springtime （Barbara Borra）
15. Candy Tree （blossom ver. / 及川リン）
16. Here, Always （Tommy Snyder & YOSHIKA）
17. She’s What I Want To Be （ch）
18. まげてのばして （中谷美紀）
ラスト、松子が天に召される場面にて。劇中では、厳密には登場人物の何人かも一部を歌唱している。
19. Matsuko Medley （Matsuko Singers）
エンドロールにて。DVDソフトでは『ハッピーエンドロール』と称している。

### サウンドトラック『嫌われ松子の曲たち』
1. Rising From The Sea
2. Walking On Past Times
3. But Not For Me
4. Lonely Soul
5. The School Trip
6. 星の界
松子が合唱部で指揮をとっている場面で生徒が歌う曲。ドラマ版では第6章冒頭で松子がこの曲をピアノ演奏する。
7. まげてのばして〜ピアノ
8. The School Trip〜Reprise
9. First Date
10. Sho's Theme
11. Spring On Fingertrips
12. 星の界〜Reprise
13. No Meaning
14. Cruel Merry Merry
15. いつくしみ深き
16. Sin And Redemption
17. Springtime In Space
18. Sho's Colors
19. Yuki
20. Please Wait!
21. まげてのばして〜おもいで

## 関連書籍
- 『嫌われ松子の一年』（中谷美紀・著）-2006年ぴあ
- 『嫌われ松子の一生』オフィシャル・ブック-2006年キネマ旬報社